# Ñora

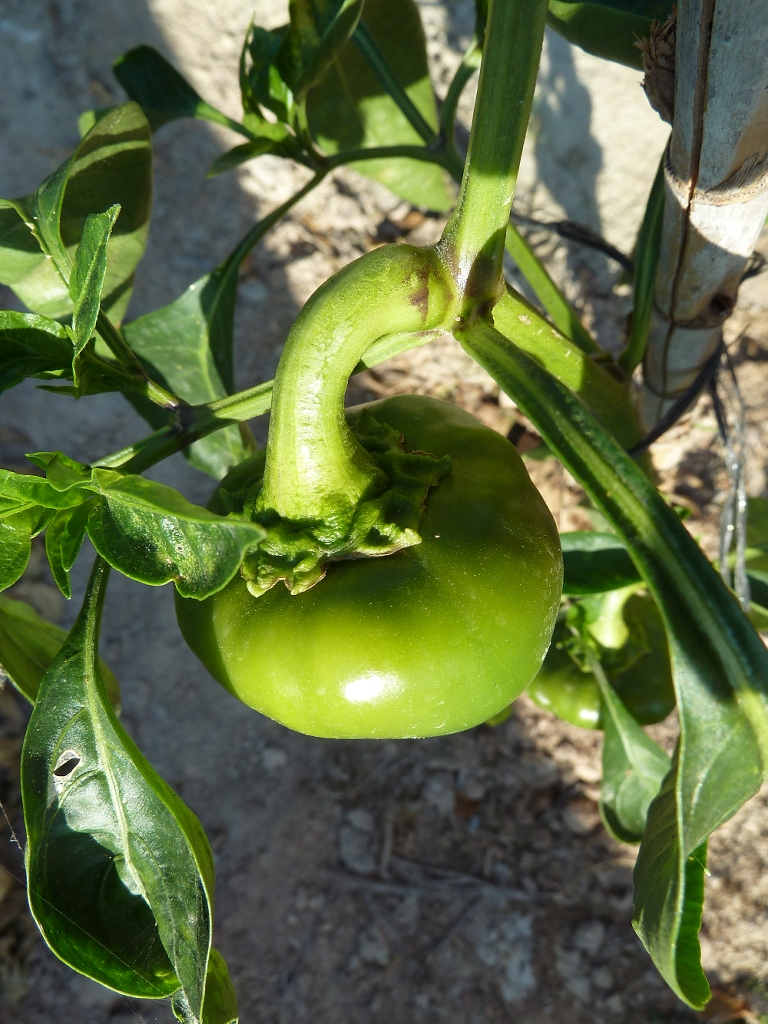
Capsicum annuum cultivar Bola/Ñora inmadura in situ.

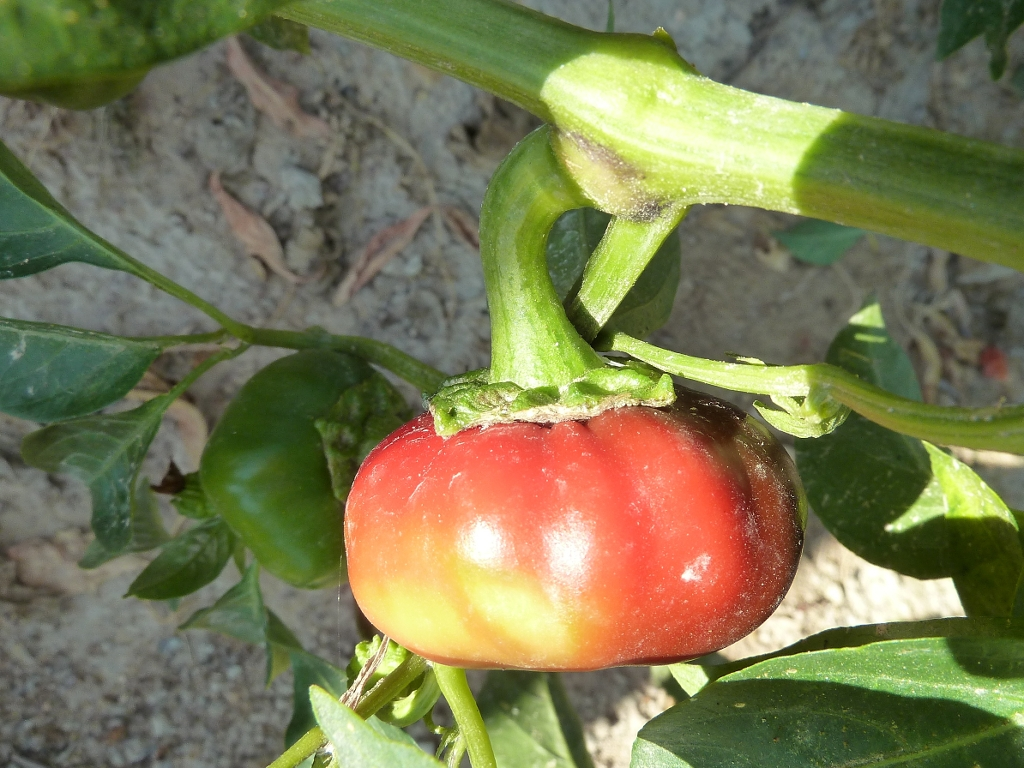
Bola/Ñora submadura in situ.

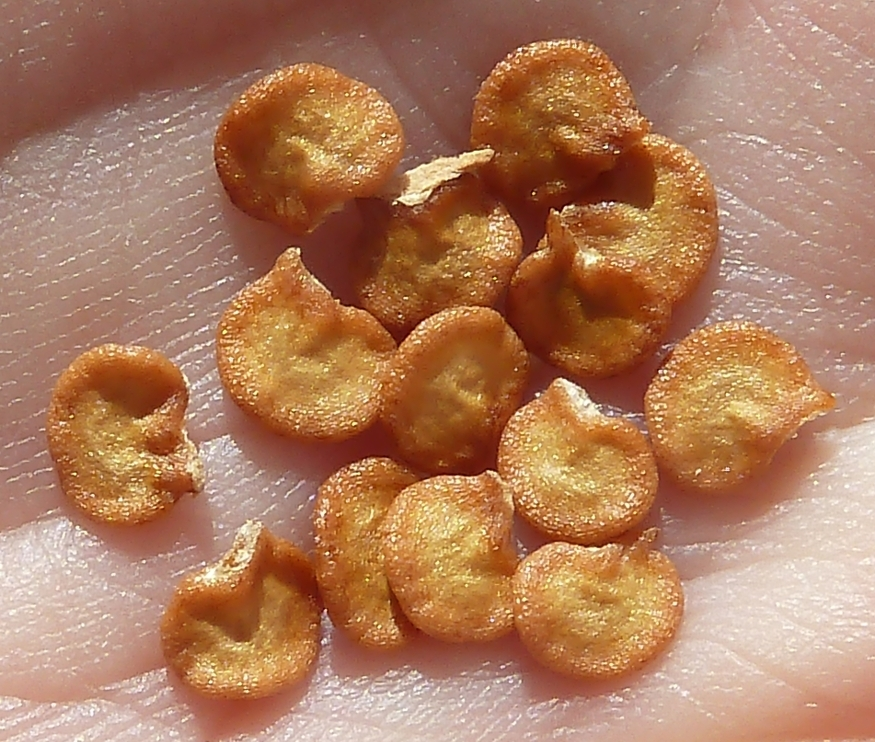
Simientes sueltas.

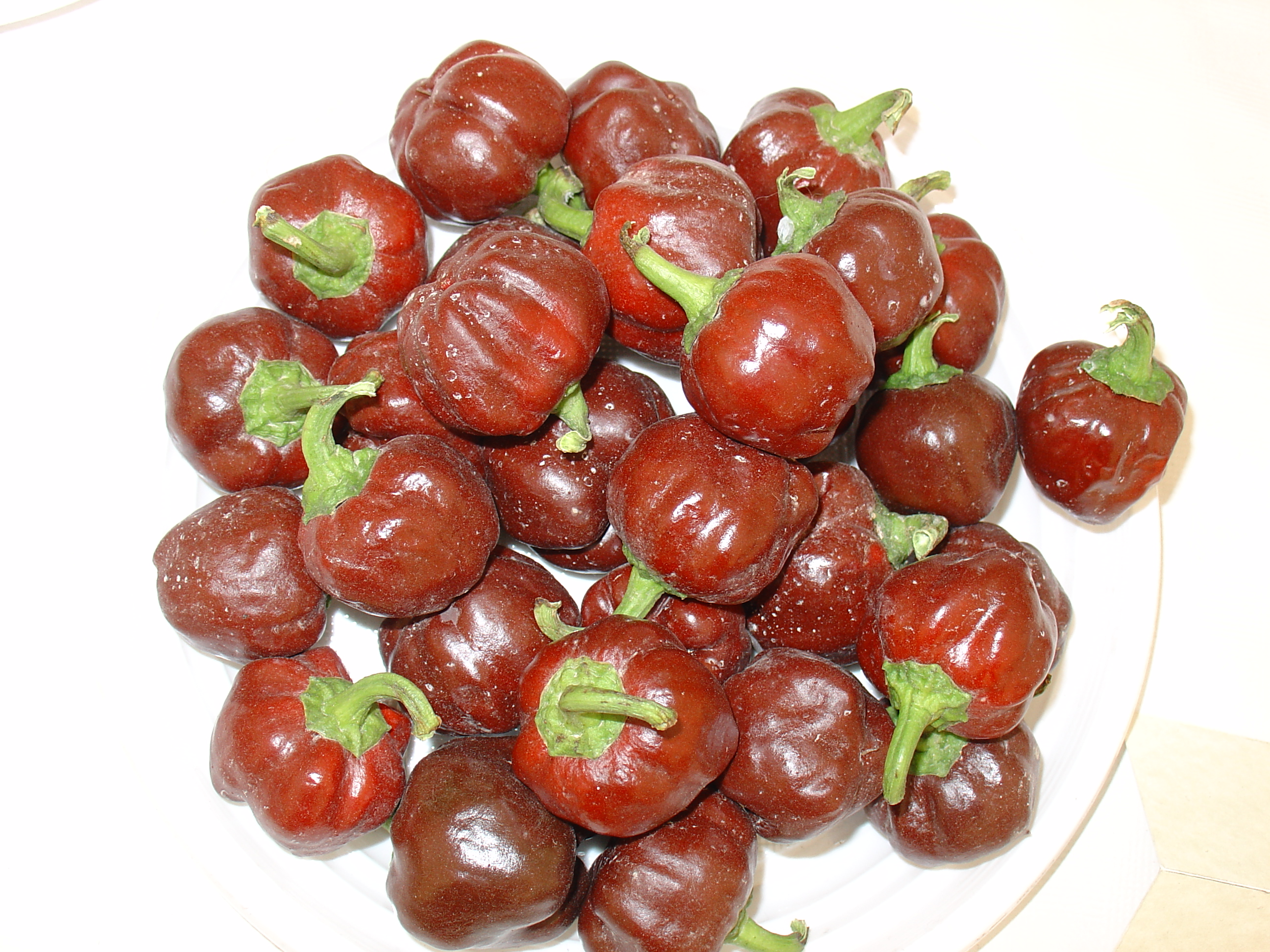
Pimientos bolas/ñoras maduros.

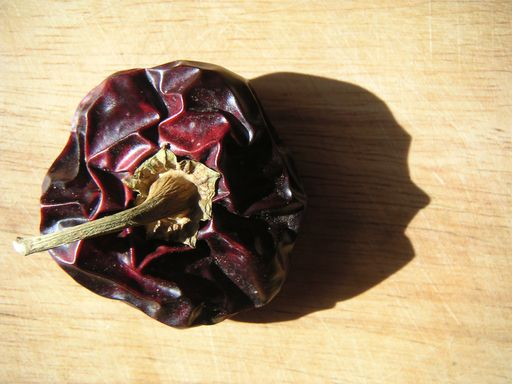
Ñora secada.

La ñora es una variedad cultivada de pimiento (Capsicum annuum), denominada «bola» en Alicante y Murcia (España), donde se popularizó, de pequeño tamaño, forma redonda y color rojo cuando está madura, que se deja secar al sol. Tiene un sabor dulce y es muy utilizada en la gastronomía del Levante español, sobre todo en la Región de Murcia, la Comunidad Valenciana (Alicante) y Cataluña.

## Historia
El 22 de marzo de 1493, llega Cristóbal Colón a Palos y se apresura a rendir la conquista a los Reyes Católicos. Antes, cumple un voto emitido con ocasión de un peligro máximo: acudir ante la Virgen de Guadalupe a depositar un cirio en acción de gracias. Con toda probabilidad, Colón dejó semillas de la preciada especia en el próspero monasterio. Tras la aclimatación, el pimiento pasa al monasterio de Yuste. Los jerónimos de Yuste pasan el pimiento a su monasterio hermano de La Ñora, en Murcia, el «Escorial murciano». Como migración natural de Guadalupe, hay zonas de cultivo en los monasterios andaluces de La Luz y Buenavista, y en el riojano de Santo Domingo.

## Empleo
Suelen servirse fritas como acompañamiento y sobre todo se utilizan para la elaboración del pimentón que se usa como condimento para diversos platos. Es muy común como acompañamiento de los huevos fritos, como aderezo para algunas ensaladas y en el norte de Alicante se hace un plato a base de ñora, que no es la pericana, ya que está se prepara con otro tipo de pimiento seco.
A los arroces alicantinos y murcianos les da un color y sabor muy característico (color rojo y naranja). Se aconseja mucho sofreír la ñora previamente a los ingredientes y dejarla apartada reposando, o aprovechar su pulpa sacando el pedúnculo y sus pepitas, y rehogando en agua caliente diez minutos antes de extraer su pulpa con un cuchillo y añadirla al sofrito.

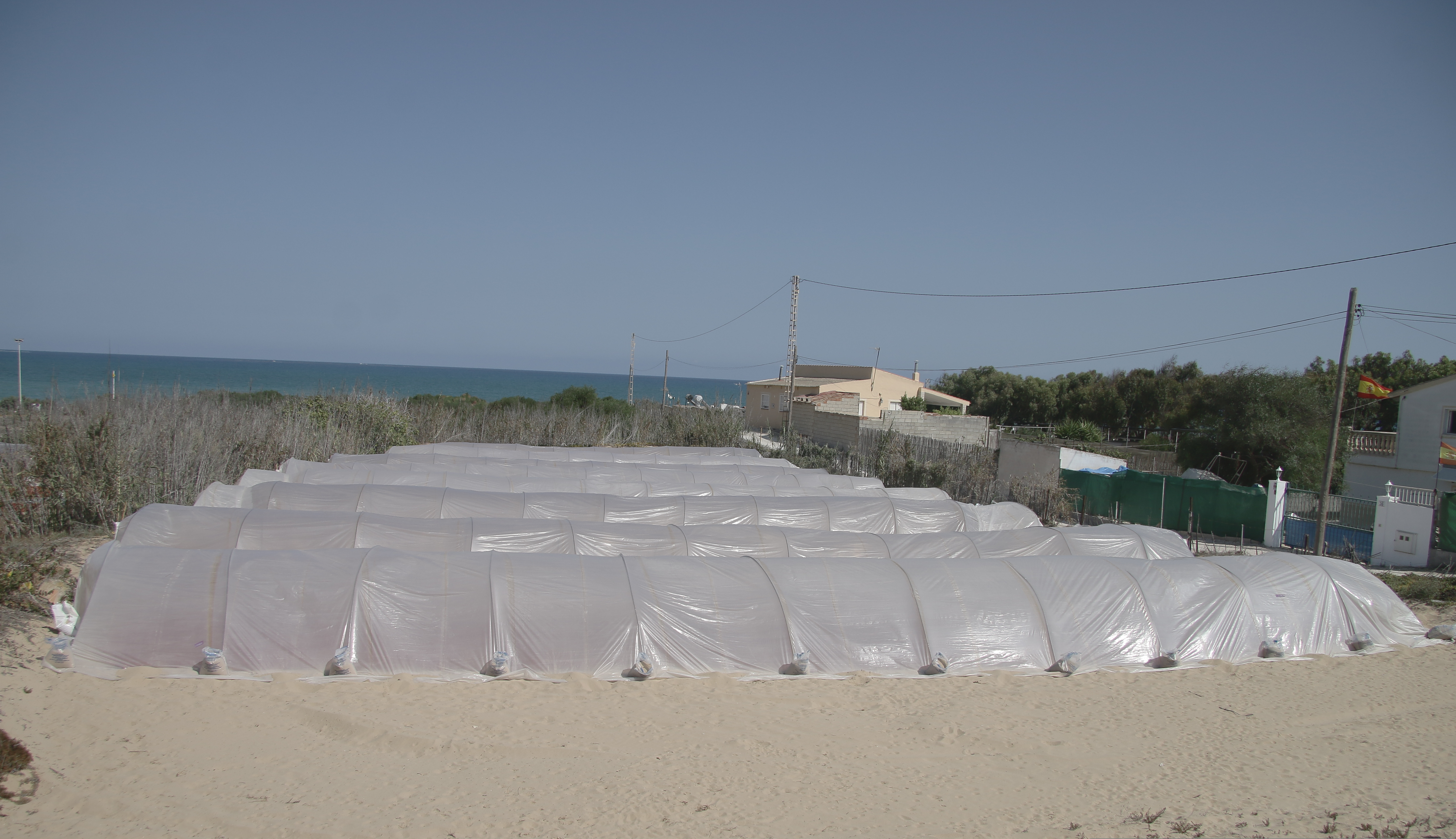
Túneles de secado en Guardamar

En Cataluña se utiliza también en sofritos y arroces, pero sobre todo es el ingrediente principal y característico de la salsa romesco, que aliña la típica ensalada xató y que combina con todo tipo de verduras, carnes y pescados que nunca falta en las barbacoas catalanas. También es el ingrediente característico de la salsa de calçots que se prepara en las calçotades.
En la ciudad de Cartagena, se les suelen llamar bolas secas, y son uno de los ingredientes básicos del plato más representativo de la ciudad: el Caldero.
Su empleo en la cocina como condimento está cada vez más considerado y puede encontrarse cada vez más en las cocinas modernas de España, colgada en sus ristras características. Su poderoso y singular sabor, además de la coloración que proporciona a los arroces, guisos y salsas, le da una posición muy favorable en la cocina popular española.

## Preparación
La ñora se deja secar al sol en grandes superficies en el campo, de esta forma las rastras («racimos») de ñoras se van secando junto a las ristras de ajos que son frecuentemente empleadas como elementos decorativos en las cocinas y restaurantes españoles.